# Carl Levy

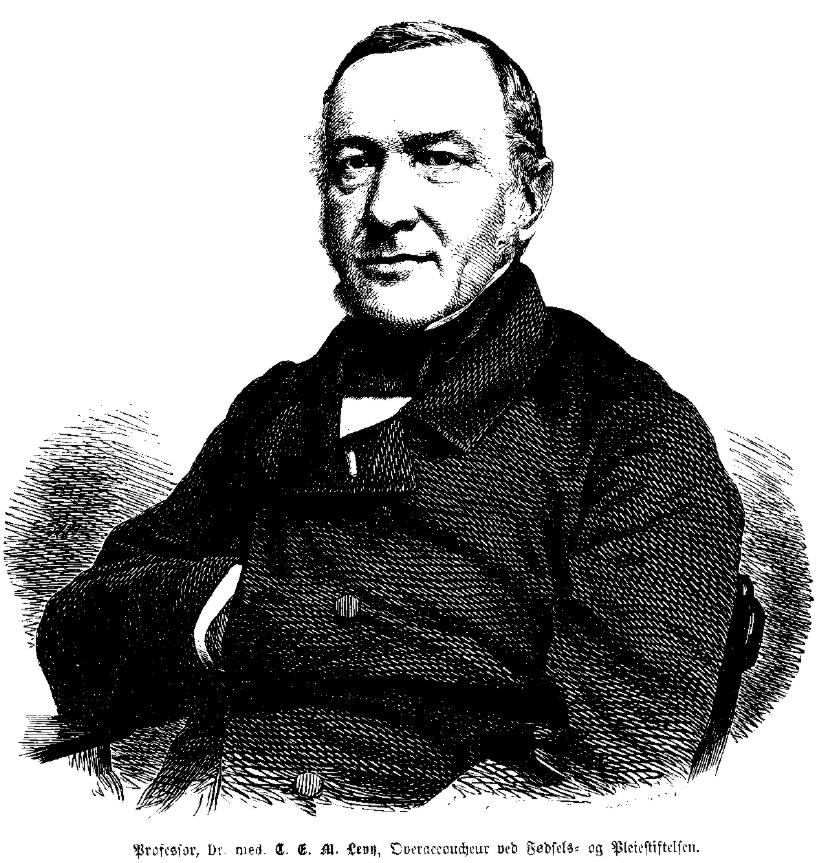
Carl Edvard Marius Levy.

Carl Edvard Marius Levy, född 8 september 1808 i Köpenhamn, död 30 december 1865, var en dansk läkare, far till Fritz Martin Levy.
Levy blev student 1825 vid Borgerdydskolen i Köpenhamn och avlade 1831 först den kirurgiska, därefter den medicinska examen. Redan 1830 tilldelades han universitetets guldmedalj i medicin och blev 1832 medicine licentiat, 1833 medicine doktor på en avhandling om missfoster. Samma år utsändes han på en treårig studieresa, under vilken han särskilt inriktade sig på obstetrik och pediatrik, men drabbades själv av allvarlig sjukdom, vilket blev ett svårt avbräck. Hemkommen erhöll han 1836 en för honom inrättad tjänst som läkare för vårdhemmet för späda barn vid Frederiks Hospital och började även att som privatdocent hålla föreläsningar i pediatrik, något senare även i obstetrik. 
I slutet av 1839 publicerade han ett viktigt vetenskapligt arbete: Om Kollisionen mellem Perforation og Kejsersnit, et Bidrag til Undersøgelsen: de jure vitæ et necis, qvod competit medico in partu – ett viktigt ämne som han utan större egen obstetrisk erfarenhet behandlade på ett ypperligt sätt. Då den tidigare professorn i obstetrik Johan Sylvester Saxtorph avled 1840, stod han således fullt rustad till att överta dennes plats, och då det hinder som hans tidigare mosaiska trosbekännelse utgjort, undanröjts genom hans övergång till kristendomen, blev han samma år utnämnd till lektor i medicin vid universitetet, 1841 till extra ordinarie professor i obstetrik och förlossningsöverläkare vid Fødselsstiftelsen vid Frederiks Hospital (1850 ordinarie professor), 1842 fick han även tjänsten som stadsackuschör i nämnda stad. År 1840 blev han också medlem av direktionen for det Classenske Litteraturselskab. 
Han verkade reformatoriskt i motsättning till sina företrädare, Matthias Saxtorph och dennes son Johan Sylvester, som närmast representerade den mer operationsivriga riktningen i födelsehjälpen, genom att betona de i nyare obstetrik i större omfattning respekterade egna krafterna hos den födande kvinnan, vilken grundsyn också kommer starkt till orda i det Udtog af Fødselsvidenskaben, han som barnmorskeskolans ledare utgav 1843. Detta gäller även hans kort därefter (1845) utgivna andra populära skrift: Anvisning for unge Mødre til sundhedsmæssig Forplejning af deres spæde Børn, som i liksom den förra utkom i flera upplagor.
Som vetenskapsman framträdde han i relativt många artiklar och avhandlingar, nämligen i de under hans medverkan utgivna tidskrifterna Journal for Medicin og Kirurgi och Hospitalsmeddelelser. I universitetsprogrammet till reformationsfesten 1856 gav han en lärorik biografi över den förste förlossningsöverläkaren på barnbördhuset vid Frederiks hospital, Christian Johan Berger. Hans vetenskapliga arbeten blev dock mindre betydande, och det ovannämnda arbetet, på vilket han erhöll sin anställning, är otvivelaktigt hans viktigaste. Hans begåvning var mer administrativ och organisatorisk. Denna begåvning kom till användning då barnsängsfeberns våldsamma härjningar på barnbördshuset oavbrutet satte hans handlingskraft på prov. Stängning av barnbördshuset och upprättandet av provisoriska lokaler visade sig fruktlöst och efter att han under en resa till England och Irland år 1846 hade gjort sig bekant med barnbördshusen i dessa länder, genomförde man under hans ledning en fullständig ombyggnad av barnbördshuset, men även detta fick otillfredsställande resultat. Han kände inte till barnsängsfeberns smittsamma natur och därför var alla ansträngningar förgäves. Dessa svåra förhållanden var inte bara ödesdigra för de födande, utan även den klinisk-obstetriska undervisningen blev i så hög grad lidande, att de förhoppningar man haft på hans lärarverksamhet inte blev uppfyllda. 
Hans administrativa och organisatoriska begåvning kom även till användning i kommissionen för Kommunehospitalets inrättande (1856). I de på hans tid utvecklade strävandena efter att uppnå en fast organisation av den danska läkarkåren tog han betydande del; Den almindelige danske Lægeforening grundades 1857 under hans ledning, och han var dess ordförande till 1859. I Sundhedskollegiet, i vilket han för övrigt blev medlem först 1862, hade han också en viktig roll, men blott en kortare tid. Han led av allvarligt hjärtfel och drog sig förgäves undan till längre tids vila och kurresor innan han avled. Vilhelm Bendz utgav postumt (1868) hans tidigare hållna föreläsningar under titeln: De almindeligste Sygdomme hos spæde Børn.